# Hercle

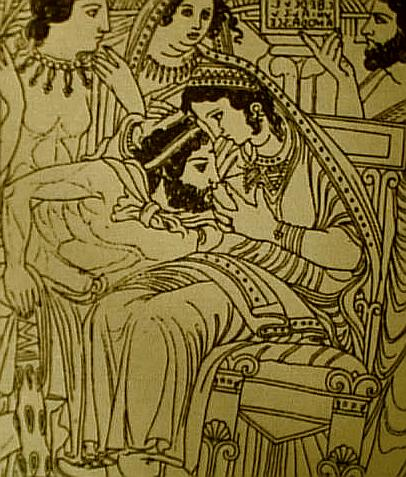
Uni y Hercle.

En la mitología etrusca, Hercle era el hijo de Uni y Tinia. Venerado bajo el nombre de apa (padre), Hercle equivale al semidiós griego Heracles y al Hércules romano. En la tradición etrusca Hercle era esposo de Menrva, el equivalente etrusco de la diosa romana Minerva.
Para los etruscos fue una de sus figuras legendarias preferidas, y su adoración en esta cultura tenía mucha relevancia, de tal manera que, a diferencia de su equivalente griego, Hercle era más que un simple héroe, era un dios al que no solo se rendía culto en las esferas guerreras, sino que también lo hacían los trabajadores del campo. En efecto, según investigaciones recientes parece que Hercle fue considerado el protector de los pastores.
Hercle también aparece como figura de culto ligada a los manantiales de agua. A él estaba dedicado un santuario en Caere (la actual Cerveteri), y su nombre es mencionado en muchas inscripciones etruscas en platos, vasijas y objetos votivos.